# True (Unix)
true – uniksowe polecenie zwracające wartość logicznej prawdy (true). W systemie GNU ten program jest w pakiecie GNU Coreutils.

## Przykład
```
$ echo $?
0
$ true
$ echo $?
0
$ echo $?
0
```

```
$ if true; then echo prawda; else echo nieprawda; fi
prawda
```